# 上杉清文
上杉 清文（うえすぎ せいぶん、1946年4月25日 - ）は、日本の僧侶、劇作家、福神研究所所長、日蓮宗興統法縁会・成就山本國寺（静岡県富士市今泉）住職。

## 来歴
静岡県富士市の日蓮宗・本國寺に生まれる。立正大学仏教学部に在学中の1967年、瓜生良介主宰のアングラ劇団「発見の会」による内田栄一脚本の舞台を観て同会に入団。役者、脚本執筆などの活動を行う。1972年、荒戸源次郎がたちあげたアングラ劇団「天象儀館」に参加。座付作者となり、脚本を担当。平岡正明と出会い、山下洋輔、筒井康隆らの「全日本冷し中華愛好会」にも参加。末井昭編集の「ウィークエンド・スーパー」、「写真時代」などにも寄稿した。
1981年には、南伸坊提唱のパフォーマンス集団「HAND-JOE」（命名は糸井重里）に、末井昭ともに参加。後に鈴木祐弘、巻上公一、山崎邦彦らも加わる。兵庫県立近代美術館で水戸黄門の扮装をして楽器演奏をするなどの活動をした。なお、写真家・滝本淳助も加えて「ハンジョウ・オール・スターズ（H.A.S.）」というバンドも結成し、渋谷のライブハウス「LA MAMA」でライブを行った。同グループの活動は、レコード「高級芸術宣言」（1984年）及び書籍『高級芸術宣言』（1985年）にまとめられている。
現在、日蓮宗有志僧侶らとともに「福神研究所」を結成。雑誌『福神』を編集、発行するとともに、仏教学者菅野博史創価大学教授による摩訶止観講義を、公開講座として東京・新宿の常円寺で主催している。

## 著書

### 単著
- 『仏の十戒（邪法・末法・盲滅法） 』（北宋社，1984.2）
- 『ニーチェ遊び（仏の十戒2）』（北宋社，1985.2）
- 『礼儀正しい思想（仏の十戒3）』（北宋社, 1985.6）
- 『無責任な思想（仏の十戒4）』（北宋社，1985.9）
- 『仏の上手投げ』（太田出版, 1989.10）
- 『うぐいす仏法帖』（太田出版, 1994.4）

### 共著
- 『空飛ぶ冷し中華（全日本冷し中華愛好会編)』（住宅新報社，1977.4）
- 『空飛ぶ冷し中華(part2)（全日本冷し中華愛好会編)』（住宅新報社，1978.6）
- 『定本ハナモゲラの研究』（1979年，講談社）
- 『どーもすいません 平岡正明・上杉清文対談集』（白夜書房, 1981.12）
- 『魅せられてフリークス 時を撃つ「肉体の貴族」』（秀英書房，1982.3）
- 『天覧思想大相撲 平岡正明，上杉清文対談集 拡大差○別篇』（秀英書房, 1983.8）
- 『高級藝術宣言 付・総合商社HAND-JOEの歩み（高級藝術協會編）』（JICC出版局 1985,1）

## レコード
- 『高級芸術宣言』 （1984年、プロデューサー・巻上公一）
  - 秋山道男、荒木経惟、糸井重里、上杉清文、蛭子能収、奥村正、木村恒久、栗本慎一郎、小林のり一、小峯隆生、末井昭、鈴木祐弘、滝本淳助、田口智朗、平岡正明、古舘伊知郎、巻上公一、南伸坊。

## 映画出演
- 『俗物図鑑』 （1982年、原作・筒井康隆、監督・内藤誠 、音楽・ヒカシュー）

## 参考資料
- 平岡正明『スラップステック快人伝』（白川書院，1976年）